# Kovilje (gmina Ivanjica)
Kovilje (cyr. Ковиље) – wieś w Serbii, w okręgu morawickim, w gminie Ivanjica. W 2011 roku liczyła 18 mieszkańców.